# 明玛吉
明玛吉（缅甸语：မင်းမကြီး；1819年10月5日—1855年6月26日），尊号为底里摩诃亚达那苏山达黛维，是缅甸贡榜王朝国王敏东王的异母妹及第一任西宫王后。她是沙耶瓦底王和北殿王后（Myauksaungdaw Mibaya）玛吴的女儿。她的母亲玛吴和于1845年被处决的那位北殿王后可能是同一人。沙耶瓦底成为国王后，她得到了彬德莱（Pindale）作为她的封地，所以她也被称为彬德莱公主。她于1853年嫁给敏东，成为他的西宫王后，并和他生下一对双胞胎儿子，但均夭折。明玛吉因生产逝世于1855年6月26日，她的妹妹明波瓦吉成为了新的西宫王后。